# Hilara cuneata
Hilara cuneata är en tvåvingeart som beskrevs av Friedrich Hermann Loew 1873. Hilara cuneata ingår i släktet Hilara och familjen dansflugor. Inga underarter finns listade i Catalogue of Life.